# Machete
En machete er en bred form for kniv, der anvendes enten som økse eller i kamp som et kort sværd. Klingen er typisk 32,5-45 cm langt og under 3 mm tykt. På spansk bruges ordet som en forkortelse for macho, der er blevet brugt til at referere til en mukkert. På engelsk er et lignende term matchet, selvom det er mindre kendt.